# 利克赛姆
利克赛姆（法語：Lixheim，法語發音：[liksaim]；洛林法兰克语：Lixhum）是法国摩泽尔省的一个市镇，属于萨尔堡-萨兰堡区。

## 地理
利克赛姆（48°46'31"N, 7°8'31"E）面积3.96 平方千米，位于法国大東部大區摩泽尔省，该省份为法国东北部内陆省份，是洛林的一部分，西南接默尔特-摩泽尔省，东临下莱茵省，北与卢森堡和德国接壤。
与利克赛姆接壤的市镇（或旧市镇、城区）包括：布鲁维莱尔、弗莱赛姆、埃朗日、沙尔巴克、旧利克赛姆。
利克赛姆的时区为UTC+01:00、UTC+02:00（夏令时）。

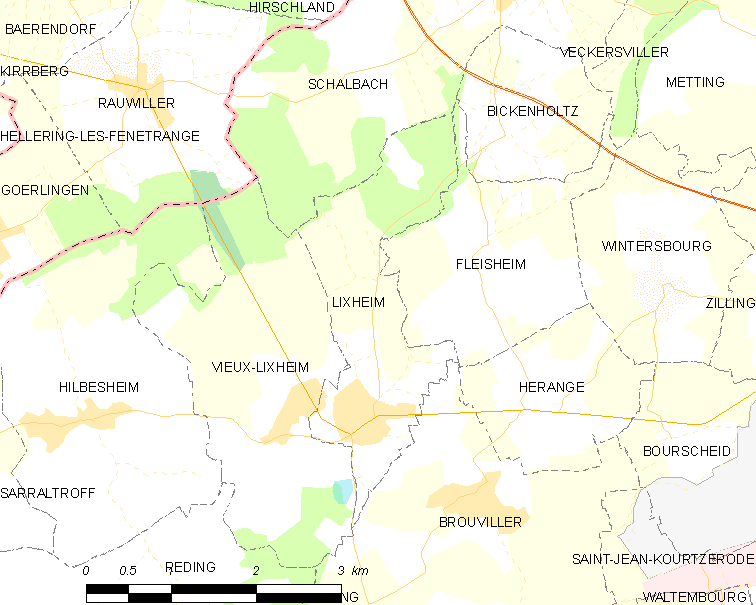
利克赛姆的OSM定位图

## 行政
利克赛姆的邮政编码为57635，INSEE市镇编码为57407。

## 政治
利克赛姆所属的省级选区为法尔斯堡县。

## 人口

1962-2008年间利克赛姆人口变化图示

利克赛姆于2022年1月1日时的人口数量为564人。